# Raúl Baglini
Raúl Baglini (ur. 23 grudnia 1949, zm. 3 stycznia 2021) – argentyński polityk, deputowany do Kongresu Narodowego oraz senator z ramienia partii Radykalnej Unii Obywatelskiej.

## Życiorys
Ukończył studia prawnicze na Narodowym Uniwersytecie w Córdobie. Był profesorem na tej uczelni oraz na Wydziale Nauk Ekonomicznych Uniwersytetu w Cuyo. W wyborach w 1983 roku, w których jego partia odniosła zwycięstwo nad peronistami, został wybrany deputowanym krajowym. W 1985 roku został ponownie wybrany na to stanowisko, podobnie jak w 1989 i 1993.